# Гиссарлык
Гиссарлы́к (тур. Hisarlık) — холм в турецкой провинции Чанаккале, примерно в 7 километрах от входа в пролив Дарданеллы, между деревнями Калафат, Тевфикие и Чиплак.
Известен благодаря тому, что Генрих Шлиман обнаружил там остатки цитадели Трои, описанной в поэмах Гомера. Первым поиски Трои на Гиссарлыке начал Френк Калверт, который, однако, вёл свои раскопки в стороне от Трои. Обнаружение Шлиманом так называемого клада Приама стало международной сенсацией. Зона проведения раскопок с 1998 года внесена в список Всемирного наследия ЮНЕСКО.
Впоследствии на этом месте вели раскопки археологи Вильгельм Дёрпфельд, Карл Блеген и Манфред Корфман. Последний из них переключился на исследование зоны вокруг холма, где обнаружил Нижний город, который занимал обширную территорию и в конце бронзового века мог насчитывать около 10 000 жителей.